# Valeri Lednev
Valeri Lednev (în rusă Валерий Вадимович Леднев; n. 24 iunie 1922, Grigoriopol, URSS – d. 7 aprilie 1987) a fost un jurnalist, germanist și editor sovietic al departamentului internațional al ziarului „Cultura sovietică” (Советская культура). A fost, de asemenea, un angajat al KGB sub acoperire jurnalistică.

## Biografie
S-a născut în târgul Grigoriopol din ținutul Tiraspol, gubernia Herson, RSS Ucraineană (actualmente în Transnistria, Republica Moldova). A rămas orfan de mamă la 11 ani și a fost crescut de familia tatălui său, la Moscova. 
În 1939 a absolvit școala Nr. 125 și a intrat la Universitatea Tehnică de Stat din Moscova pentru Automobile și Autostrăzi, pe care a absolvit-o cu o diplomă în „Construcția podurilor și tunelurilor”.
În 1943 a intrat în Institutului de Stat pentru Relații Internaționale al Ministerului Afacerilor Externe al URSS, pe care l-a absolvit în 1948.
A lucrat în redacția „Gazeta literară” (Литературная Газета) ca corespondent special al departamentului țărilor democrației populare, ulterior, în redacția ziarului „Arta sovietică” (Советское Искусство) în calitate de secretar executiv adjunct. În legătură cu redenumirea ultimului, a fost transferat de la 1 iulie 1953 pentru a lucra în ziarul „Cultura sovietică” ca redactor literar.
În 1958, în calitate de secretar executiv, a lucrat pentru ziarul „Sputnik”, care a fost publicat în cadrul Expoziției Mondiale de la Bruxelles. Ulterior, a lucrat ca corespondent internațional în departamentul de externe, devenind observator politic.
În iulie 1964 Lednev a devenit membru al delegației conduse de jurnalistul Aleksei Adjubei în Germania de Vest, ulterior, s-a întors la „Cultura sovietică”.
În 1969, a participat la crearea „Canalului secret” între Moscova și Bonn la nivelul liderilor URSS și RFG și a contribuit la încheierea tratatului sovieto-vest-german (1970).
A scris articole despre artă străină, recenzii ale operelor maeștrilor sovietici. A vorbit fluent germana, inclusiv a tradus drama politică a lui Ernst Fischer, Trădarea monstruoasă.
La 7 aprilie 1987 a încetat din viață la vârsta de 64 de ani.